# Море Альборан
Море Альбора́н (ісп. Mar de Alborán) — напівзамкнене море в південно-західній частині Середземного моря. Знаходиться безпосередньо перед Гібралтарською протокою, завдовжки близько 400 км, завширшки 200 км, характерна глибинами від 1000—1500 м, максимум до 2 407 м у найсхіднішій частині. Площа 53 тисячі км². Температура води на поверхні взимку близько 15°C, влітку близько 24 °C. Солоність до 36,75 ‰. Припливи подобові, до 0,8 м.

## Назва
Море названо за назвою острова Альборан (0,07 км²), що знаходиться в цьому морі; його назва від ісп. albor — білизна, світанок, початок, можливо в його в першому значенні, як колір. Але якщо припустити, що первинним була назва моря, то воно може бути поясненням як значення початку Середземного моря. Також: Альборанове море, Ібері́йське мо́ре (лат. Mare Ibericum).

## Морфологія
Морфологія дна складна, виділяється декілька внутрішніх впадин і підводних хребтів. Найбільший хребет Альборан простягається з північного сходу на південний захід і виходить вище рівня моря у вигляді невеличкого вулканічного острова Альборан, розташованого в центрі басейну. Хребет розмежовує басейн на три суббасейни: західний, південний та східний Альборан.

## Межі
Міжнародна гідрографічна організація так визначає межі моря Альборан::
- На заході: східна межа Гібралтарської протоки [лінія від мису Європа (Гібралтар) до півострова Альміна (Сеута).(35°54′ пн. ш. 5°18′ зх. д. / 35.900° пн. ш. 5.300° зх. д.)]
- На сході: лінія що з'єднує мис Гата Андалусія, Європа з мисом мис Фегало, Алжир, Африка (35°36′ пн. ш. 1°12′ зх. д. / 35.600° пн. ш. 1.200° зх. д.).

## Клімат
Акваторія моря лежить в середземноморській області північного субтропічного кліматичного поясу. Влітку переважають тропічні повітряні маси, взимку — помірні. Значні сезонні амплітуди температури повітря і розподілу атмосферних опадів. Влітку жарко, ясна і тиха погода; взимку відносно тепло, похмура вітряна погода і дощить.

## Біологія
Акваторія моря утворює окремий морський екорегіон моря Альборан бореальної північноатлантичної зоогеографічної провінції. У зоогеографічному відношенні донна фауна континентального шельфу й острівних мілин до глибини 200 м відноситься до середземноморської провінції, перехідної зони між бореальною та субтропічною зонами.